# 紅亞爾 (別里斯拉夫區)
47°4′46″N 33°31′32″E / 47.07944°N 33.52556°E
红亞爾（烏克蘭語：Червоний Яр），是烏克蘭南部赫爾松州別里斯拉夫區梅洛韋市鎮内的村落。面積0.48平方公里，海拔高度63米，2001年人口182，人口密度每平方公里380人。